# Friedrich Joseph Ehemant
Friedrich „Fritz“ Joseph Ehemant, auch Friedrich Joseph Ehmant (* 21. Februar 1804 in Frankfurt am Main; † 12. Januar 1842 in München), war ein deutscher Landschaftsmaler und Radierer der Düsseldorfer Schule.

## Leben
Informationen zu Elternhaus, Kindheit und Jugend von Ehemant fehlen. Obwohl er Zeichenunterricht von Christian Georg Schütz d. J. erhalten und wohl auch Kontakt zu Anton Radl gehabt haben soll, ging er 1824 zum Studium der Rechtswissenschaften nach Heidelberg. Gesundheitliche Gründe zwangen ihn 1828 zum Abbruch des Studiums.
Nach der Rückkehr in seine Heimatstadt besuchte er als Spezialschüler Friedrich Maximilian Hessemers von August 1832 bis Sommer 1833 die Städelschule. Anschließend wechselte Ehemant für vier Jahre an die von Wilhelm Schadow geleitete Kunstakademie Düsseldorf, die zur Zeit Johann Wilhelm Schirmers, in dessen Landschafterklasse Ehemant von 1833 bis 1836 weilte, zu den bedeutendsten Schulen der Landschaftsmalerei zählte.
1837 kurz abermals nach Frankfurt am Main zurückgekehrt unternahm Ehemant eine Studienreise nach München, wohin er 1840 endgültig übersiedelte. Dort starb er nur 37-jährig an Typhus. Verbleib und etwaiger Standort des Grabes sind unbekannt.

## Werk
In seiner kurzen Schaffenszeit hinterließ Ehemant eine Reihe von Ölbildern, die der romantischen Landschaftsmalerei zuzurechnen sind und sich durch eine feierlich-idealisierende Komposition im Sinne der „Schirmer-Schule“ auszeichnen. Gerne zeigte architektonische Motive als Mittelpunkt seiner Bilder. Als Auswahl zu nennen sind:

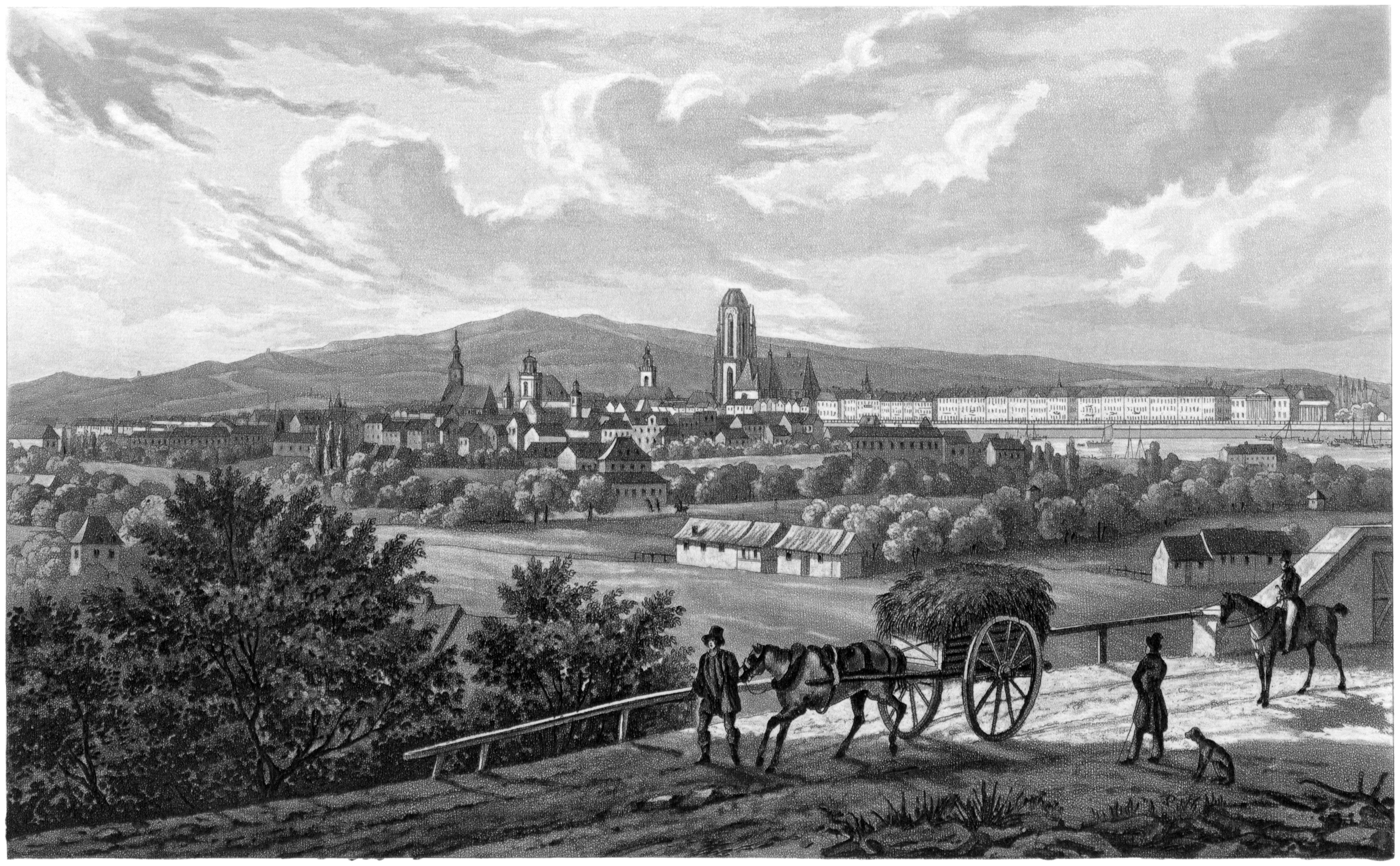
Frankfurt am Main (1836)
(Aquatinta von Frédéric Martens nach Vorlage von Ehemant aus: Vues pittoresques de Francfort sur le Mein et de ses Environs.)

- Auf der Höhe des Schwarzwaldes, Abendbeleuchtung
- Burghof von Eltz
- Flußgegend
- Mühle im Gebirge
- Not Gottes bei Rüdesheim
- Waldpartie

Daneben existieren einige Hand- und Tuschezeichnungen, teilweise auch aus dem Genre des Architekturbildes, sowie einige wenige Radierungen. So wie sich die Sujets überwiegend auf Main, Taunus, Lahn, Rhein, Mosel und Ahr verteilen, dürften die heutigen Privatbesitzer dieser Werke – abseits des Historischen Museums Frankfurt und des Städels – vor allem im weiter gefassten Rhein-Main-Gebiet zu suchen sein.
Ferner arbeitete Ehemant auch als Illustrator: 1836 erschien bei Carl Jügel unter dem Titel Vues pittoresques de Francfort sur le Mein et de ses Environs ein 23 Aquatinta-Radierungen umfassendes, kleinformatiges Ansichtenwerk seiner Heimatstadt, für das er die Vorzeichnungen schuf. Es ist heute vollständig im Kunsthandel sehr gesucht, häufiger finden sich einzelne Blätter.
Weitere Werke aus dieser Tätigkeit finden sich in den etwa zeitgleich im selben Verlag erschienenen Vues pittoresques du Rhin, de Francfort sur Mein, Wiesbade, Ems, Schwalbach, Schlangenbad, die 80 Aquatinta-Radierungen des erweiterten Rhein-Main-Gebietes nach Vorlagen von Ehemant und Jakob Fürchtegott Dielmann beinhalten. Grafisch im ungewöhnlich großen Format von 41 × 67 cm vervielfältigt wurde auch sein monumentales Panorama der Freien Stadt Frankfurt am Main, aufgenommen von dem Thurme der Deutsch-Haus-Kirche in Sachsenhausen.